# A Bit of the Blues
A Bit of the Blues è un album discografico di Osie Johnson (in quest'album in veste di cantante), pubblicato dalla casa discografica RCA Victor Records nel dicembre del 1956.

## Tracce
Lato A
1. Ninety Eight Cents – 2:05 (Milton Delugg, Allen Roberts, Lou Weiss) – Registrato il 28 aprile 1956 a New York
2. If I'd Been on My Way – 2:54 (Adrian Acea) – Registrato il 7 aprile 1956 a New York
3. That's What I Get – 2:35 (Osie Johnson) – Registrato il 7 aprile 1956 a New York
4. Muddy Gutter – 2:43 (David Cannon, Osie Johnson) – Registrato il 28 aprile 1956 a New York
5. Fly High Little Birdie – 1:47 (Otis Blackweel, Henry Coger) – Registrato il 28 aprile 1956 a New York
6. Hey Let the Sin Juice Flow – 2:20 (Osie Johnson) – Registrato il 7 aprile 1956 a New York

Lato B
1. The Rhinoceros – 2:25 (Joe Sherman, Noel Sherman) – Registrato il 28 aprile 1956 a New York
2. You Showed Me the Way – 2:18 (Bud Green, Chick Webb, Ella Fitzgerald, Teddy McRae) – Registrato il 7 aprile 1956 a New York
3. Never No More – 2:08 (Tomey Garlock, Herb Wasserman) – Registrato il 7 aprile 1956 a New York
4. All I Want Is My Cothes – 2:01 (Osie Johnson) – Registrato il 7 aprile 1956 a New York
5. Half Loved – 2:54 (Ray Stanley, Jeye Fitzsimmons) – Registrato il 28 aprile 1956 a New York
6. Baby Let Me Wear Your Hat – 2:00 (Alan Jeffries, Marwell Grant, Jack Wilson) – Registrato il 7 aprile 1956 a New York

## Musicisti
Ninety Eight Cents / Muddy Gutter / Fly High Little Birdie / The Rhinoceros / Half Loved
- Osie Johnson - voce
- Conte Candoli - tromba
- Al Cohn - sassofono tenore
- Hal McKusick - sassofono alto, clarinetto
- Hank Jones - pianoforte
- Barry Galbraith - chitarra
- Milt Hinton - contrabbasso
- Gus Johnson - batteria

If I'd Been on My Way / That's What I Get / Hey Let the Sn Juice Flow / You Showed Me the Way / Never No More / All I Want Is My Cothes / Baby Let Me Wear Your Hat
- Osie Johnson - voce
- Nick Travis - tromba
- Al Cohn - sassofono tenore
- Hal McKusick - sassofono alto, clarinetto
- Hank Jones - pianoforte
- Barry Galbraith - chitarra
- Milt Hinton - contrabbasso
- Gus Johnson - batteria[2]